# Domingo Drummond
José Domingo Drummond Cooper (né le 14 avril 1957 à Puerto Cortés au Honduras et mort le 23 janvier 2002) est un footballeur international hondurien qui évoluait au poste de défenseur.

## Biographie

### Carrière en club
Domingo Drummond réalise l'intégralité de sa carrière avec le Club Deportivo Platense, équipe où il joue de 1977 à 1993.

### Carrière en sélection
Il joue 34 matchs en équipe du Honduras, inscrivant un but, entre 1978 et 1985.
Il dispute cinq matchs rentrant dans le cadre des éliminatoires du mondial 1982, et neuf matchs rentrant dans le cadre des éliminatoires du mondial 1986.
Il figure dans le groupe des sélectionnés lors de la Coupe du monde de 1982. Lors du mondial organisé en Espagne, il joue un match contre la Yougoslavie.

## Palmarès
| Platense - Championnat du Honduras D2 (1) : - Champion : 1982. |